# Groupe de chasse Île-de-France
Ne doit pas être confondu avec Escadron de chasse 2/5 Île-de-France.

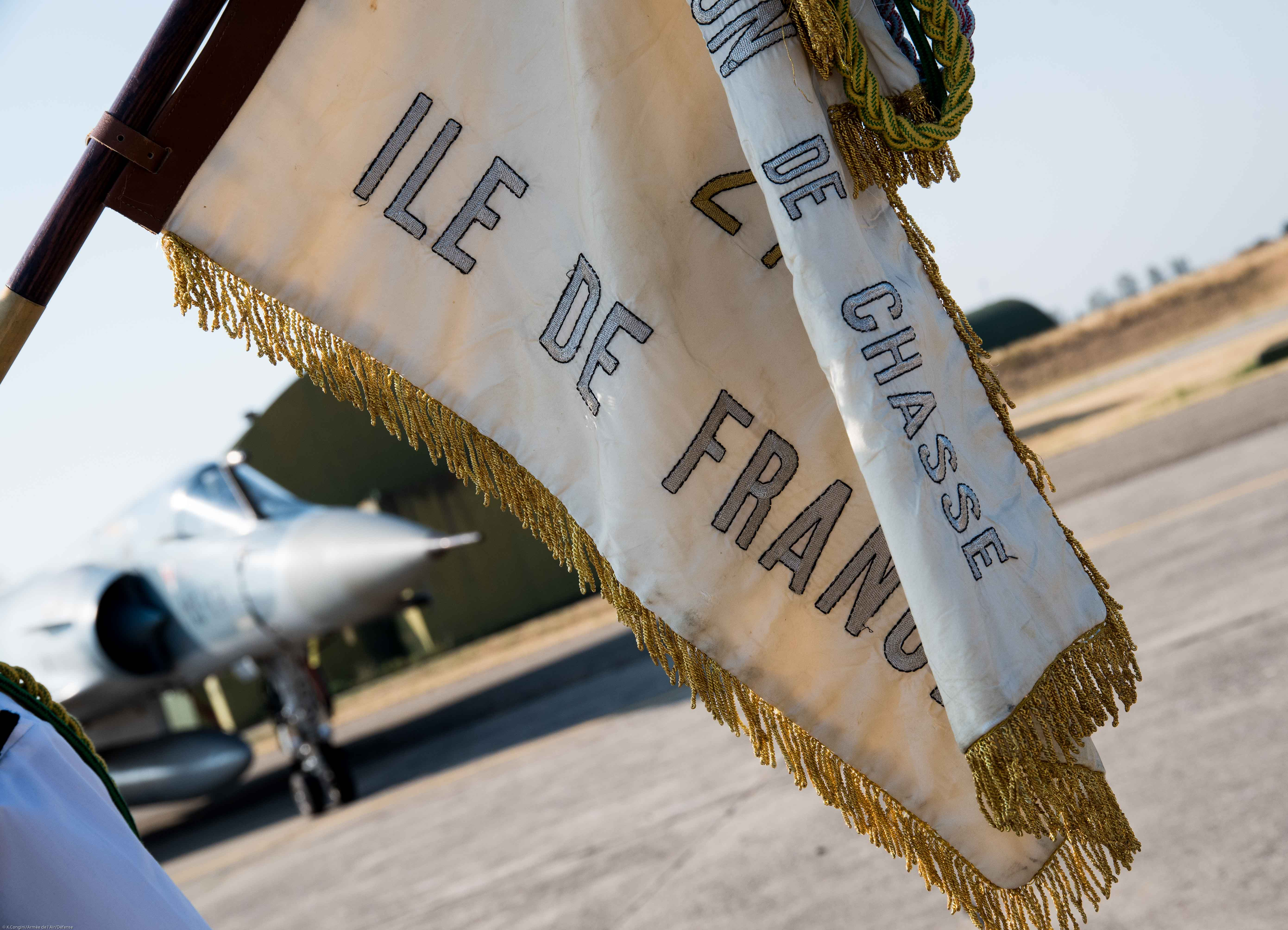

Le groupe de chasse Île-de-France est un groupe de chasse français de la Seconde Guerre mondiale. Constitué en octobre 1941, il est le premier des sept groupes des Forces aériennes françaises libres à opérer depuis la Grande-Bretagne.

## Histoire du groupe de chasseno2

### Unité des FAFL
- 20 octobre 1941 : le général de Gaulle signe le décret créant le groupe de chasse no 2 « Île-de-France » (GC Île-de-France), no 340 (Free French) Squadron, mixte avec des pilotes des Forces aériennes françaises libres et des forces navales françaises libres[1].
- 7 novembre 1941 : le groupe commence à se constituer à Turnhouse (Écosse) sur Spitfire Mk.V[1].
- En décembre 1942 : le GC Île-de-France devient une unité purement « aérienne » sans membres des forces navales françaises libres.

Pendant le conflit, le groupe de chasse Le GC Île-de-France effectua plus de 7 100 sorties, détruisant ou endommageant 75 avions ennemis et larguant 400 tonnes de bombes. Il perdit au combat 38 pilotes.

### Après-guerre
- Il est intégré à la 5e escadre de chasse en juillet 1947 et équipé de Bell P-63 King Cobra. Il est basé à Sidi Hamed Bizerte Tunisie.
- De juillet 1949 à janvier 1951, il est de nouveau engagé au combat lors de la Guerre d'Indochine.
- En mars 1951, l'unité reçoit la désignation d'escadron de chasse 2/5 Île-de-France, alors qu'elle s'installe sur la base aérienne 115 Orange-Caritat et passe sur De Havilland Vampire.

## Chefs de groupe
- novembre 1941 - 31 janvier 1942 : squadron leader Loft
- 31 janvier 1942 - 10 avril 1942 : capitaine de corvette Philippe de Scitivaux
- 10 avril 1942 - 30 novembre 1942 : commandant Bernard Dupérier
- 10 avril 1942 - 13 février 1943 : capitaine Jacques-Henri Schloesing †
- 17 février 1943- 14 mars 1943 : commandant Eugène Reilhac †
- 14 mars 1943- 2 décembre 1944 : commandant Jean Fournier
- 2 décembre 1944 - 13 mars 1945 : commandant Émile Olivier Massart
- 13 mars 1945 : commandant Pierre Aubertin

### Chefs d'escadrille

#### 1reescadrille «Paris»
- 16 novembre 1941 - 31 janvier 1942 : lieutenant de vaisseau Philippe de Scitivaux
- 1er février 1942 - 1er septembre 1942 : capitaine René Mouchotte †
- 2 septembre 1942 - 31 octobre 1942 : lieutenant Chauvin
- 1er novembre 1942 - 13 février 1943 : capitaine Eugène Reilhac
- 14 février 1943 - 1er novembre 1944 : capitaine Émile Olivier Massart

#### 2eescadrille «Versailles»
- 16 novembre 1941 - 10 avril 1942 : capitaine Bernard Dupérier
- 11 avril 1942 - 19 août 1942 : capitaine Émile François Fayolle †
- 20 aout 1942 - 5 septembre 1942 : capitaine François de Labouchère †
- 6 septembre 1942 - 30 novembre 1942 : capitaine Jacques-Henri Schloesing †
- 1er décembre 1942 - 14 mars 1943 lieutenant Jean Fournier
- 15 mars 1943 - 21 mai 1944 : lieutenant Demas
- 22 mai 1944 : capitaine Pierre Laureys

† : officier mort en combat aérien

## Décorations
- 28 mai 1945 : le G.C. Île-de-France, no 340 « Free French » Squadron, est décoré de la Croix de la Libération et de la médaille militaire